# Nish Média
Nish Média est une boîte de production autochtone fondée par Jason Brennan en 2006 à Gatineau en Outaouais.
Nish est le diminutif de anishnabe, mot algonquin qui signifie peuple.

## Historique
Nish Média a été fondée en 2006 par Jason Brennan. Elle devient l'unique maison de production autochtone en Outaouais.
L'entreprise a comme mission de créer des œuvres qui sortent des clichés habituels liés aux peuples autochtones comme la toxicomanie, l'alcoolisme ou le décrochage scolaire, tout en permettant le développement de talents autochtones dans les différents métiers liés à la production télévisuelle et cinématographique.
En 2009, la boîte a à son actif quatre séries jeunesse, dont Mouki, diffusé sur les ondes de la chaîne APTN au début 2010, des documentaires sur des athlètes autochtones et diverses vidéos corporatives.
En 2018 la série Skindigenous, dont le thème principal est le tatouage autochtone à travers le monde, est diffusée sur la chaîne télévisée APTN.
En 2015 et 2019, l'entreprise produit ses deux premiers long métrage de fiction, Le dep et Rustic Oracle, de la cinéaste mohawk Sonia Bonspille Boileau.
En 2020, Nish Média produit le premier long métrage de fiction de Jason Brennan à titre de scénariste et réalisateur, L'inhumain.
À l'automne 2021 s'amorce le tournage de la première série dramatique autochtone de Radio-Canada, Pour toi Flora, écrite et réalisée par Sonia Bonspille Boileau. La série est diffusée en 2022 sur ICI Radio-Canada Télé en français et en langue anishinaabemowin sous-titrée en français, puis présentée sur la chaîne APTN. Pour toi Flora s'illustre à l'international, remportant plusieurs prix sur son passage puis est vendu en 2023 à TV5 Monde, répondant ainsi à l'objectif de Nish Média de faire rayonner la culture autochtone à travers le monde,.
En 2022 est produit My Indian Name, documentaire du cinéaste Abraham Côté, qui est mis en nomination aux Prix Écrans canadiens de l'Académie canadienne du cinéma et de la télévision pour l'obtention du prix Donald-Brittain (en) de la meilleure émission de télévision documentaire sociopolitique.

## Filmographie

### Cinéma
- 2015 : Le Dep[10]
- 2019 : Rustic oracle[11]
- 2021 : L'inhumain[12]

### Télévision
- 2008 : The Journey[13]
- 2008 : Partout c'était chez moi[14]
- 2008-2009 : La Piqûre![13]
- 2009-2012 : Mouki[14]
- 2010 : Last Call Indian[14]
- 2011 : Pursuing the Flame[14]
- 2013-2018 : Hit the Ice[14]
- 2017 : La fosse aux tigres[15]
- 2018 : Vitamine C[16]
- 2018 : Skindigenous[2]
- 2022 : Pour toi Flora[17]
- 2022 : Tom Longboat : Minute du patrimoine[18]
- 2022 : My Indian Name[8]

## Distinctions

### Prix
- 2010 : Gémeaux - Prix de la Diversité - Last Call Indian
- 2022 : MIPCOM de Cannes - Prix Diversify TV - Representation of race and ethnicity - Pour toi Flora[19]
- 2022 : C21 Content London - Drama Awards - Meilleure mini-série dramatique - Pour toi Flora[20]
- 2023 : Telly Awards de New York - Best Cultural Séries - Pour toi Flora[20]
- 2023 : Telly Awards de New York - Best Dramatic Television Series - Pour toi Flora[20]
- 2023 : Gémeaux - Grand Prix de l'Académie - Pour toi Flora[21]

### Nominations
- 2011 : Festival international de télévision de Banff - Meilleur documentaire sportif - Pursuing the Flame
- 2023 : Gémeaux - Production s'étant le plus illustrée à l'étranger - Pour toi Flora[20]
- 2023 : Académie canadienne du cinéma et de la télévision - prix Donald Brittain de la meilleure émission de télévision documentaire sociopolitique - My Indian Name[9]